# Koper-64
Koper-64 of 64Cu is een radioactieve isotoop van koper. De isotoop komt van nature niet op Aarde voor.

## Radioactief verval
Koper-64 bezit een halveringstijd van 12,69 uur. Het grootste gedeelte (61%) vervalt naar de stabiele isotoop nikkel-64:
{\displaystyle {\ce {{^{64}_{29}Cu}->{^{64}_{28}Ni}+{e^{+}}+{\nu }_{e}}}}
De vervalenergie hiervan bedraagt 652,834 keV. De rest (39%) vervalt tot de radio-isotoop zink-64:
{\displaystyle {\ce {{^{64}_{29}Cu}->{^{64}_{30}Zn}+{e^{-}}+{\bar {\nu }}_{e}}}}
De vervalenergie bedraagt 579,353 keV. Zink-64 vervalt zelf nog naar nikkel-64 via dubbel bètaverval.

## Toepassingen
Koper-64 wordt aangewend in de nucleaire geneeskunde bij medische beeldvorming en bij de behandeling van kanker.
52Cu · 53Cu · 54Cu · 55Cu · 56Cu · 57Cu · 58Cu · 59Cu · 60Cu · 61Cu · 62Cu · 63Cu · 64Cu · 65Cu · 66Cu · 67Cu · 68Cu · 68mCu · 69Cu · 69mCu · 70Cu · 70m1Cu · 70m2Cu · 71Cu · 71mCu · 72Cu · 72mCu · 73Cu · 74Cu · 75Cu · 76Cu · 76mCu · 77Cu · 78Cu · 79Cu · 80Cu · 81Cu · 82Cu